# Agerola

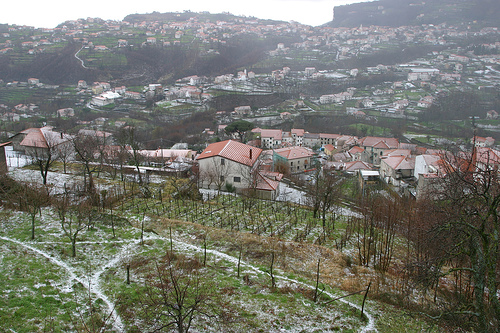
Agerola

Agerola is een Italiaanse gemeente, onderdeel van de metropolitane stad Napels, wat voor 2015 nog de provincie Napels was (regio Campanië) en telt 7392 inwoners (31-12-2004). De oppervlakte bedraagt 19,6 km², de bevolkingsdichtheid is 374.60 inwoners per km².
De volgende frazioni maken deel uit van de gemeente: Campor, Avellinono, San Lazzaro en Bomerano. In Bomerano ligt het Pad der Goden of Sentiero degli Dei.

## Geografie
De gemeente ligt op ongeveer 630 m boven zeeniveau.
Agerola grenst aan de volgende gemeenten: Amalfi (SA), Furore (SA), Gragnano, Pimonte, Positano (SA), Praiano (SA), Scala (SA).